# La Légende du Changeling
Vous lisez un « bon article » labellisé en 2012.
La Légende du Changeling est une série de bande dessinée franco-belge en cinq tomes créée par Pierre Dubois (scénario), Xavier Fourquemin (dessin) et Scarlett Smulkowski (couleurs), éditée en album entre juin 2008 et mars 2012 au Lombard, au rythme d'un tome par an.
Dans l'Angleterre victorienne, elle raconte l'histoire de Scrubby, enfant de fées échangé à la naissance contre un bébé humain. Doué de la capacité à voir le petit peuple, Scrubby quitte la région sauvage du Dartmoor où il a vécu douze ans lorsque sa famille adoptive part chercher du travail à Londres. Il passe par différentes épreuves, incluant la perte de son père, de sa mère et de la jeune fille qu'il aime, un rude emploi d'enfant mineur, la lutte contre le tueur Spring Heeled Jack et l'attaque d'une secte satanique, avant la révélation de ses origines et de son rôle.
Cette série reçoit de bonnes critiques et un accueil favorable. Pierre Dubois, elficologue, conteur et spécialiste du thème, crée un scénario initiatique doublé d'une critique sociale envers la révolution industrielle, où l'extrême richesse côtoie l'extrême pauvreté. Le dessin au trait fin et expressif de Xavier Fourquemin, qui donne des « gueules » à ses personnages, et enfin les couleurs de Scarlett Smulkowski s'adaptent au style historico-fantastique de l'ensemble.

## Historique
Lors d'une entrevue accordée à Richard Ely, le scénariste Pierre Dubois dit être fasciné par le Changeling du folklore populaire depuis toujours, d'où son envie d'écrire une histoire à ce sujet : « En dehors de cette légende, dans la tradition populaire quand un enfant était différent des autres, autrefois, c’était un changeling, il venait d’ailleurs. En poussant le bouchon encore plus loin, un enfant pas « normal » était un fada, c’est-à-dire un enfant des fées, il était différent. Par contre, ces enfants avaient d’autres dons. Encore aujourd’hui, ils ont un don pour la musique ou retiennent des chiffres incroyables. Cela a toujours effrayé les gens. Le changeling m’a toujours fasciné, surtout quand tu es enfant aussi et que tu te sens un peu différent des autres… »
Bien avant de rencontrer le dessinateur Xavier Fourquemin, il a imaginé deux scénarios autour du Changeling : un sombre en un seul album, un autre plus long et plus graphique. Fourquemin et la coloriste Scarlett Smulkowski ont déjà travaillé ensemble sur Miss Endicott, dont le cadre est également le Londres du XIXe siècle. Le décorum est finalement très proche de celui de leur précédente série, même si l'histoire est différente. Fourquemin connaît et appréciait le travail réalisé par Dubois sur la série Laïyna avant de le rencontrer, témoignant qu'il achetait des Spirou dans les années 1980 uniquement pour la suivre. Dubois, de son côté, apprécie le dessin de Fourquemin et tout particulièrement ses couvertures. Il a lu Outlaw et chroniqué Alban, pour lequel il a écrit un banc-titre, lorsqu'il travaillait à France 3,,.
Alors qu'il a terminé Miss Endicott et recherche un nouveau projet, Fourquemin rencontre Dubois à Valenciennes et lui exprime son envie de créer une histoire « autour de personnages fantastiques et féeriques », avec dans l'idée un univers de fantasy pur afin de créer un monde, sans forcément poursuivre sur le même genre que sa précédente série. Dubois préfère le fantastique. Les deux hommes sympathisent et entament une collaboration. Le scénario choisi s'explique par le fait que Dubois place très rarement ses histoires au « pays des fées », elles se déroulent au contraire dans le monde réel avec des personnages désirant se rendre chez les fées, ou des fées gagnant le monde des humains. Le moment clé de ses récits est celui de la disparition de la frontière entre ces deux royaumes, le scénariste étant fasciné par ce « passage ». Le choix de l'époque victorienne résulte d'une volonté de mettre en valeur « ce que l'on peut perdre en restant fermé au chemin des contes ». Le Lombard accepte le projet et prévoit une série en quatre tomes, mais Dubois insiste pour en avoir cinq. Scénariste et dessinateur s'inspirent de photographies du Dartmoor et de promenades à Londres pour enrichir leurs albums.

## Scénario

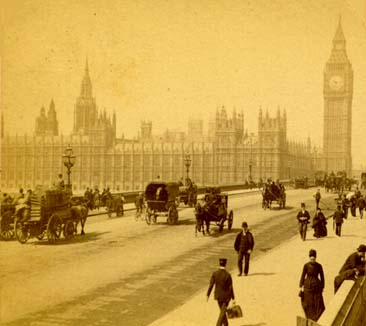
Le Londres du XIX (ici, le palais de Westminster) forme le cadre principal de la série.

La trame de La Légende du Changeling prend place à l'époque victorienne, dans une Angleterre en pleine révolution industrielle. Elle raconte l'histoire de Scrubby, un enfant des fées échangé à la naissance contre un bébé humain, doué de la capacité de voir le petit peuple.

## Personnages

### Scrubby
Scrubby (« rabougri » et « broussailleux » en anglais) est un enfant des fées échangé à la naissance contre un bébé humain, un Changeling. Il cherche régulièrement à entrer en contact avec le monde dont il est issu, celui des fées. C'est pourquoi il aime la nature, et tisse des liens avec les animaux. Il vit parmi les humains mais se sent différent, entre deux mondes, entre deux âges et en dehors de l'ordre social. Il ne grandit pas, et malgré les épreuves terribles qu'il traverse, conserve un regard émerveillé et ingénu sur le monde qui l'entoure. Il respire l’innocence, mais n'en est pas « crédule » pour autant : c'est un éternel enfant qui perçoit le merveilleux et les esprits de la nature à chaque instant, même en travaillant au fond d'une mine, ou en affrontant le crime et la prostitution. Il a tendance à voler au secours de ceux qu'il estime bons et fragiles.

### Famille et amis de Scrubby
Betty et Thomas, parents adoptifs de Scrubby, savent tous deux qu'il n'est pas leur enfant. Scrubby remarque les changements d'attitude de Betty, qui passe d'un amour apparent à une haine féroce envers lui,,. Elle se suicide en se jetant dans la Tamise après la mort de son mari, travailleur simple qui témoigne de l'affection à son fils adoptif. Sheela, la sœur adoptive de Scrubby, partage avec lui l'amour de la nature et une certaine connaissance des créatures de l'Autre Monde, puisqu'elle peut danser au milieu des fées et repousser Spring Heeled Jack. Scrubby croise régulièrement d'autres personnes qui lui viennent en aide en le protégeant, en l'éduquant et en le préparant au destin qui l'attend : le vieux sage du Wistman's Wood, le knocker des mines, le clochard No more, et Rob. Tous empêchent ses ennemis de l'atteindre, et l'arment pour la bataille finale. Malgré la mort de ses parents, Scrubby est entouré d'êtres qui l'aiment et le protègent.

### Ennemis
Sir Charles Warren, dirigeant d'une secte satanique, est l'invocateur de Spring Heeled Jack. Il se distingue par sa haine féroce envers les gens du peuple. Il est également à l'origine du meurtre du père de Scrubby. Spring Heeled Jack, principal antagoniste de la série, est un tueur qui sévit dans les rues de Londres. Enfin, le « seigneur du chaos » est l'ennemi final de Scrubby, sans que l'on ait confirmation qu'il s'agisse aussi du démon nommé Spring Heeled Jack, présenté comme « l'incarnation du mal depuis la nuit des temps ».

## Albums
| Tome | Titre                   | Parution chez Le Lombard  | ISBN                     |
| ---- | ----------------------- | ------------------------- | ------------------------ |
| 1    | Le Mal-venu             | 6 juin 2008 (56 pages)    | (ISBN 978-2-80362-409-6) |
| 2    | Le Croque-mitaine       | 24 avril 2009 (56 pages)  | (ISBN 978-2-80362-532-1) |
| 3    | Spring Heeled Jack      | 19 mars 2010 (56 pages)   | (ISBN 978-2-80362-641-0) |
| 4    | Les Lisières de l'ombre | 9 février 2011 (56 pages) | (ISBN 978-2-8036-2803-2) |
| 5    | La Nuit Asraï           | 30 mars 2012 (64 pages)   | (ISBN 978-2-8036-2996-1) |

### Le Mal-venu

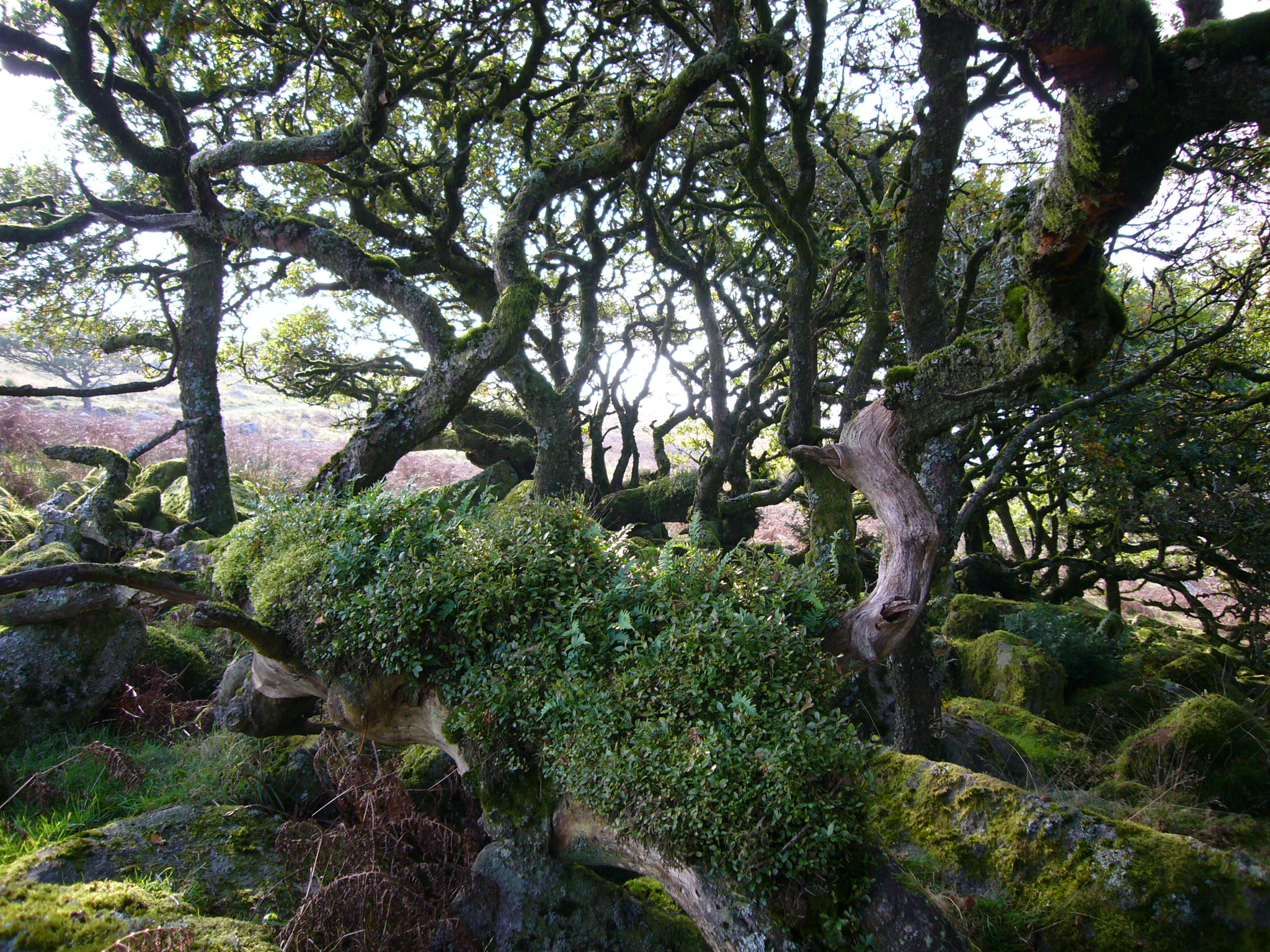
Wistman's Wood, dans la forêt du Dartmoor, est un lieu évoqué dans Le Mal-venu.

La famille des Jobson vit dans la vieille lande sauvage du Dartmoor, quand leur plus jeune enfant disparaît à la suite d'une négligence de leur fille Sheela. Betty Jobson tient les fées pour responsables, et réalise un rituel pour retrouver son fils. Quelques jours plus tard, un bébé différent est déposé devant sa porte. Il est adopté par la famille qui le surnomme Scrubby. Douze ans plus tard, Scrubby est devenu un vrai petit sauvageon amoureux de la nature. Lors d'une vadrouille près du Wistman's Wood, il rencontre le chasseur sauvage, un vieil ermite qui lui enseigne les secrets du petit peuple, jusqu'au jour où la famille Jobson est frappée par la pauvreté et part pour Londres en espérant y trouver du travail. Scrubby découvre une ville de débauche où les pauvres gens comme ses parents sont exploités, mais parvient à retrouver la nature qu'il aime dans Kensington Gardens. Il y sympathise avec un vieux clochard nommé No More. Un homme aux yeux rouges semble lié aux malheurs de sa famille. Les travailleurs pauvres entament un mouvement de révolte à Hyde Park. Le père adoptif de Scrubby, Thomas, est tué dans l'affrontement.

### Le Croque-mitaine
Betty se suicide peu après la mort de son mari en se jetant dans la Tamise. Scrubby est contraint de trouver un travail à Londres pour survivre avec sa sœur, mais n'en garde pas moins sa joie de vivre. Sheela trouve un travail de serveuse au Princess Alice, lui s'engage dans la mine sur les conseils du vieux du Wistman's Wood. Il y sympathise avec un mineur nommé Rob, qui lui parle du petit peuple des mines, les Knockers. Il retrouve le petit peuple et fait alliance avec lui afin de sauver les mineurs d'une attaque programmée.

### Spring Heeled Jack

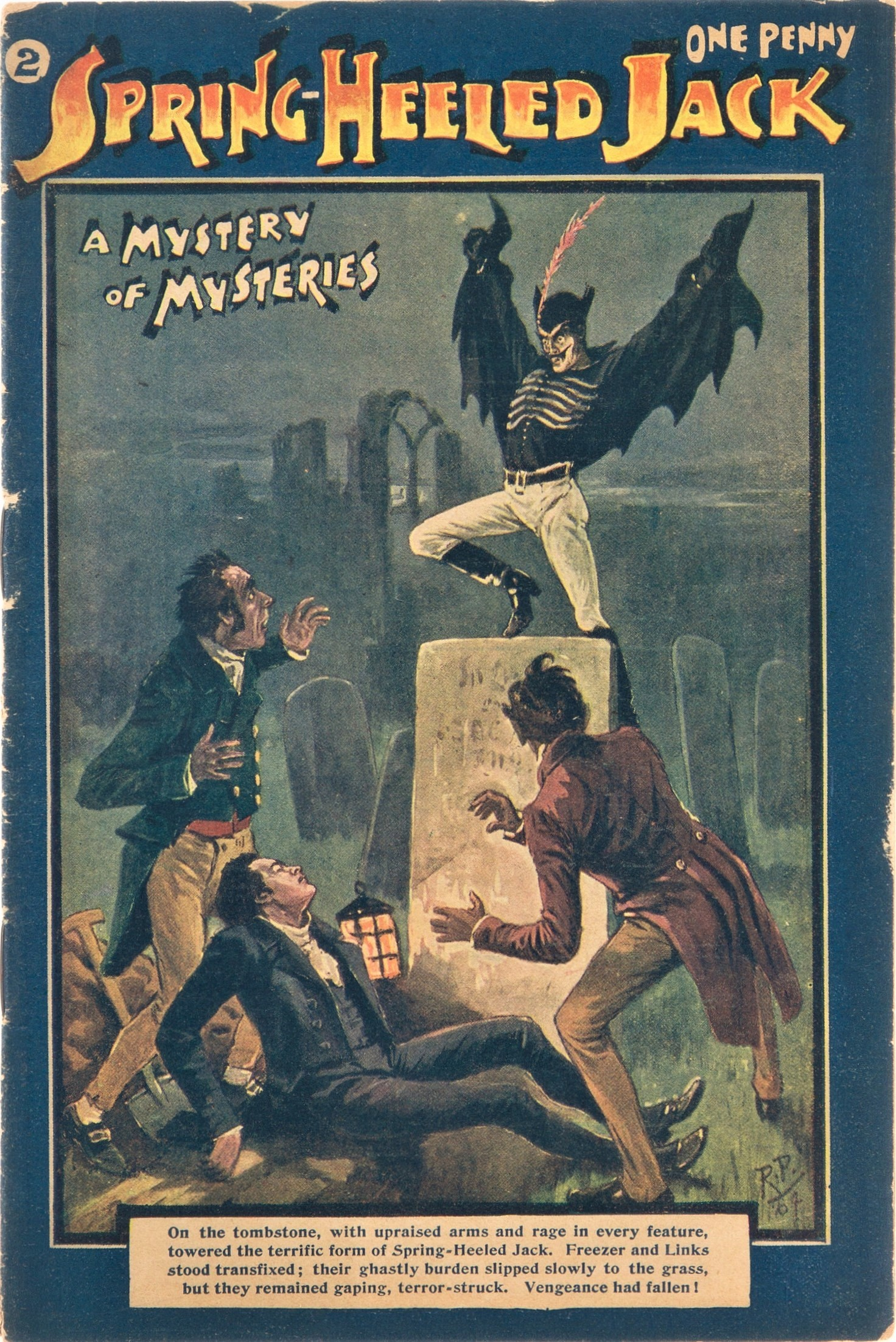
Spring Heeled Jack, personnage au centre des trois derniers albums.

Scrubby et quelques-uns de ses amis qui ont suivi le petit peuple survuvent à l'effondrement de la mine. Après l'épreuve du feu, Scrubby vient de passer l’épreuve de la terre. Il parvient à sortir son amie Laura des décombres de la mine après l'avoir embrassée, ce qui bien qu'il l'ignore lui a sauvé la vie. Ayant perdu son travail d'enfant mineur, il ramasse des objets de valeur au fond de la Tamise, dans le but de gagner de quoi offrir un cadeau à Laura. Il découvre qu'elle vient d’être assassinée près d’une taverne, et des meurtres qui se multiplient. Ils sont commis par un mystérieux être démoniaque, Spring Heeled Jack,.

### Les Lisières de l'ombre
Scrubby a perdu sa bien-aimée Laura. Le tueur « Spring Heeled Jack » sème la terreur, mais l'enfant des fées sait qu'il n'a rien d'un tueur ordinaire. En se rendant à la morgue, il croise Sir Charles Warren et découvre qu'il est à l'origine du meurtre de son père. Suivant l'ombre qu'il croise régulièrement, il met au jour une société secrète satanique et décide de s'y attaquer.

### La Nuit Asraï
Malgré la mort de Sir Charles Warren, Spring Heeled Jack, le démon qu'il a invoqué avec sa secte, continue d'attaquer Londres. Scrubby rencontre son alter ego, le véritable fils de Thomas et Betty enlevé par les fées, qui lui révèle sa nature de Changeling. Il lui apprend aussi que la frontière entre le monde des humains et le monde des fées devient perméable. Pour vaincre le seigneur du chaos, Scrubby doit comprendre et assumer définitivement le mystère de ses origines, ainsi que son rôle de passeur et d'intermédiaire entre le monde de féerie et celui des hommes. Il apprend que les faeries ont disparu du monde des hommes parce qu'ils n’ont pas su choisir entre le Bien et le Mal. Pour maintenir leur existence entre les anges et les démons, ils doivent offrir un sacrifice au Diable tous les cent ans, aussi un enfant humain est enlevé pour que les fées n'aient pas à offrir l'un de leurs propres enfants. Pendant la nuit Asraï, quand la frontière s'ouvre, Scrubby sauve son frère promis au sacrifice et vainc le seigneur du chaos grâce à une épée forgée par ses amis. Puis il rejoint définitivement le monde des fées. La série se conclut sur la phrase « c'était au temps longtemps, quand les légendes erraient parmi les éternités ».

## Analyse
La Légende du Changeling est une bande dessinée franco-belge semi-réaliste, au rythme assez « lent et envoûtant ». Ce n'est pas tout à fait une série de fantasy, elle s'en distingue car la plus grande partie de l'action se déroule dans un cadre historique, l'Angleterre victorienne, cadre que le scénariste et le dessinateur connaissent particulièrement bien. Très britannique, La Légende du Changeling est plutôt sombre et éthérée. Certains passages sont lugubres et cruels, d'autres plus légers, mélange entre « le merveilleux celtique et le naturalisme social ».
Elle possède plusieurs niveaux de lecture (Dubois étant un conteur qui s'adresse aussi facilement aux adultes qu'aux enfants). Aux enfants, l'histoire propose une lutte entre monde féerique et chaos grandissant, les lecteurs adultes remarquant plutôt la critique sociale et le symbolisme de l'ensemble. L'ambiance des albums évolue : la poésie et les mystères du petit peuple dans le premier, la dimension politique et la critique sociale dans le second, le fantastique et l'horreur dans les troisième et quatrième, et une note épique dans le dernier.

### Points communs et inspirations

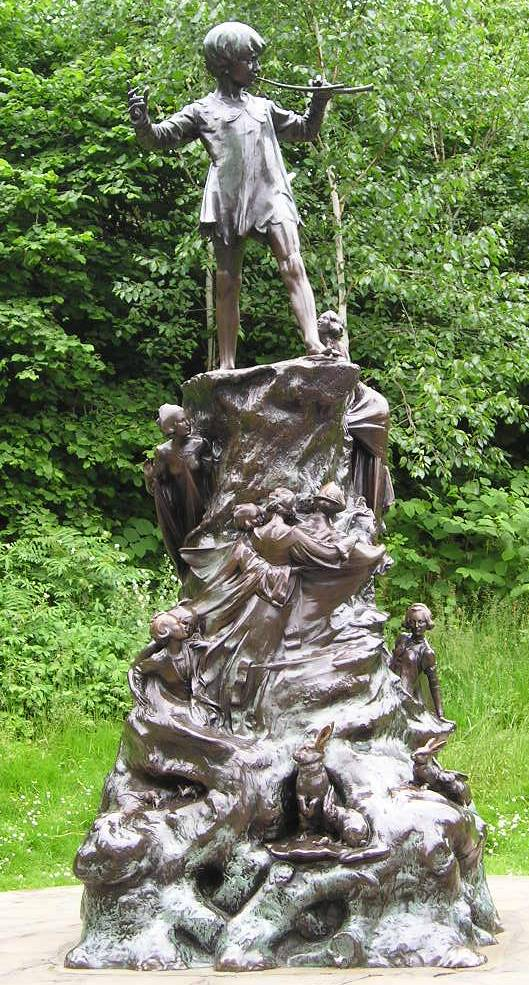
Statue de Peter Pan à Kensington Gardens : le personnage et le lieu sont tous deux présents dans La Légende du Changeling.

Par certains aspects comme son contexte, le trait du dessinateur, son genre féerique et le prénom de « Scrubby », la série rappelle le Peter Pan de Régis Loisel, mais la trame et le ton de l'histoire n'ont en commun qu'une certaine poésie,. Fourquemin et Smulkowski ayant déjà traité du vieux Londres avec Miss Endicott, une ressemblance et quelques clins d’œil existent entre les deux séries. Des points communs avec les romans de Charles Dickens, comme Oliver Twist, sont également palpables, à travers notamment le thème de l'enfant dans la société victorienne. Ce thème, transposé à la France, rappelle les romans d’Émile Zola en raison de la vie rude et difficile que Scrubby affronte avec le sourire.
Dubois a glissé des références à Jack l'Éventreur (dont il est un grand spécialiste), par exemple avec la présence de Sir Charles Warren, et à d'autres personnages et œuvres indissociables de Londres à l'époque victorienne, celles d'Arthur Conan Doyle en particulier. Une référence à Peter Pan intervient quand Scrubby découvre un théâtre où est jouée une pièce de Peter Pan dans le second tome.

### Aspect initiatique
Plusieurs chroniqueurs et critiques mettent en avant l'aspect initiatique de cette série. Elle revêt un côté métaphysique grâce à la métaphore du passage de l’enfance (Scrubby ne grandit jamais car, comme l'indique Dubois dans une interview, c'est un lutin) à l’adolescence (ainsi, Scrubby tombe plus ou moins amoureux mais son physique d'éternel enfant change la vision que les femmes ont de lui). L'un des thèmes centraux du Changeling, à savoir la quête des origines (Scrubby veut savoir d'où il vient), donne à la série une « profondeur qui résonne en nous tous ». Scrubby sent dès le départ qu'il est lié à la nature. Il découvre peu à peu à quel point, notamment en suivant son « double » insaisissable. Ses alliés le guident ; le scénario laisse bien pressentir qu'ils vont lui révéler son rôle et ses origines au moment voulu.
Pour Richard Ely, « à l’heure où [...] des voix s’élèvent pour nous rappeler la Nature, dénoncer les fausses valeurs que l’industrie nous a imposées », cette série « ouvre la porte, indique le chemin, et constitue un véritable récit initiatique aussi bien pour le héros Scrubby que pour le lecteur ». Selon le site Sceneario.com, « La grande force du récit de Pierre Dubois lui vient très certainement du fait qu’il en appelle directement à l’inconscient collectif. Dès lors le personnage de Scrubby devient un archétype au sens de Carl Gustav Jung et La Légende du Changeling devient un conte dans son sens le plus noble. » Dubois explique sa volonté de s'inspirer du conte avec les aventures de Scrubby, lorsqu'il fait alliance avec les esprits de la nature à l'instar des héros des contes qui sauvent des animaux blessés et sont aidés en retour.
Une autre notion importante est celle du passage par les quatre éléments : la terre pour le premier (couverture de l'album dans les tons marron) et le second (épreuve de la mine), le feu pour le second (couverture dans les tons rouge et incendie de la mine), l'eau pour le troisième (couverture bleue et présence d'une mystérieuse créature aquatique).

### Critique de la société victorienne
[...] à travers la campagne désertifiée, c’est l’inexorable décadence de la civilisation humaine que décrit [Pierre] Dubois.

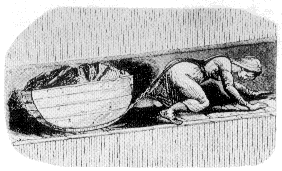
Une petite fille tirant une charge de charbon dans une galerie minière étroite. Tiré d'un rapport officiel du parlement anglais au milieu du XIX.

La série présente une profonde critique sociale de l'Angleterre victorienne, où cohabitent extrême richesse et extrême pauvreté, où l'avancée des technologies accompagne l'aggravation des inégalités sociales. Victimes de l'exode rural provoqué par la croyance en un Londres « où se trouve du travail pour tous », les pauvres gens, nommés les « joues creuses », sont exploités par une bourgeoisie qui vit dans un immense luxe, toute révolte étant réprimée dans le sang. Un certain nombre de faits historiques sont abordés, comme la naissance du syndicalisme, la prostitution ou encore le travail des enfants à la mine. Le scénariste Dubois confie que Scrubby incarne l'innocence enfantine, « le paradis perdu qu’on a préféré fouler pour l’appât du gain ». Il met en relief les analogies entre cette époque et la nôtre, « où les pauvres sont d’un côté, et les Bling-Bling de l’autre ». En cela, d'après lui, La Légende du Changeling n'est pas un récit « passéiste », mais utilise le thème de « l'enfant venu d'ailleurs » pour avertir la société que ses choix « scientistes et matérialistes » qui négligent la spiritualité et le côté initiatique sont de mauvais choix.

### Monde des fées

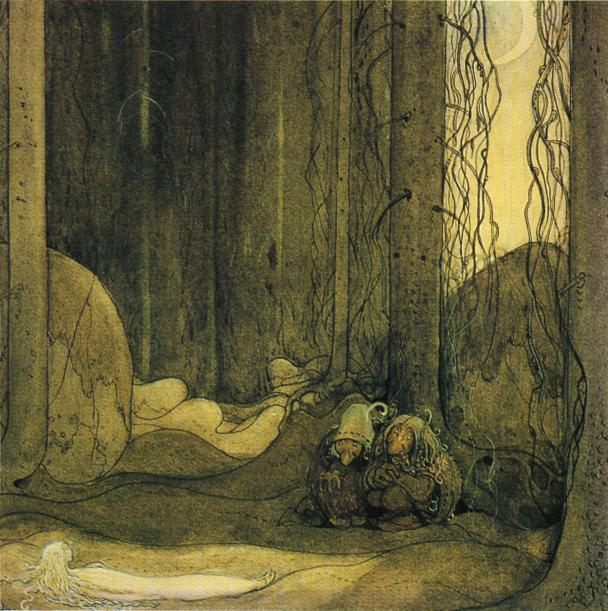
Le mythe du Changeling (ici sur une illustration de John Bauer en 1913) est central dans La Légende du Changeling.

Le dessinateur Fourquemin affirme dans une interview sa volonté de mettre en avant le contraste entre Londres industrialisée et « crasseuse », et le monde des fées. L’opposition entre Londres et la campagne du Dartmoor se traduit par celle du monde de l'industrie et des traditions anciennes, et devient l'allégorie de notre époque, où l'adulte ne perçoit plus la beauté des univers féeriques. Il s'agit d'un des thèmes favoris de Dubois. En cela, le message du Changeling rappelle celui de la nouvelle La Vieille femme qui habitait dans un soulier dans ses Comptines assassines : la nécessité du retour au merveilleux et à la nature, « le souvenir du temps où l'homme et la nature ne faisaient qu'un ». Les créatures féeriques sont omniprésentes dans les forêts, les arbres les rappellent par leurs formes et de petites fées y dansent en cercle. Finalement, Dubois exprime l'essence même du folklore populaire autour du petit peuple, le lien (souvent mis en péril) entre les hommes et la nature (environnement et territoire).
L'histoire laisse en effet la part belle au folklore anglais sur le petit peuple. En plus du mythe du Changeling, d'autres créatures comme celles des mines (Knockers), des eaux, ainsi que Spring Heeled Jack sont représentées (Jack Talons-à-Ressort en français). Dubois utilise ses connaissances du légendaire et de la féerie — une légende à son sujet raconte d'ailleurs qu'il serait un enfant des fées, un Changeling comme son personnage Scrubby. Les enseignements donnés par le vieil ermite dans le premier tome sont l'occasion de présenter ce thème dont l'auteur est spécialiste. Il donne un éclairage enfantin sur ce monde de par la vision qu'en a Scrubby : même dans la ville crasseuse de Londres, Scrubby parvient à « retrouver un peu de nature », en apprivoisant des rats ou en se promenant dans un parc.

## Accueil
D'après Fourquemin, les lecteurs de la série sont surtout des fans de fantasy, de l’univers victorien et de Sherlock Holmes. Il y a peu d'échange entre auteurs et lecteurs.

### Album

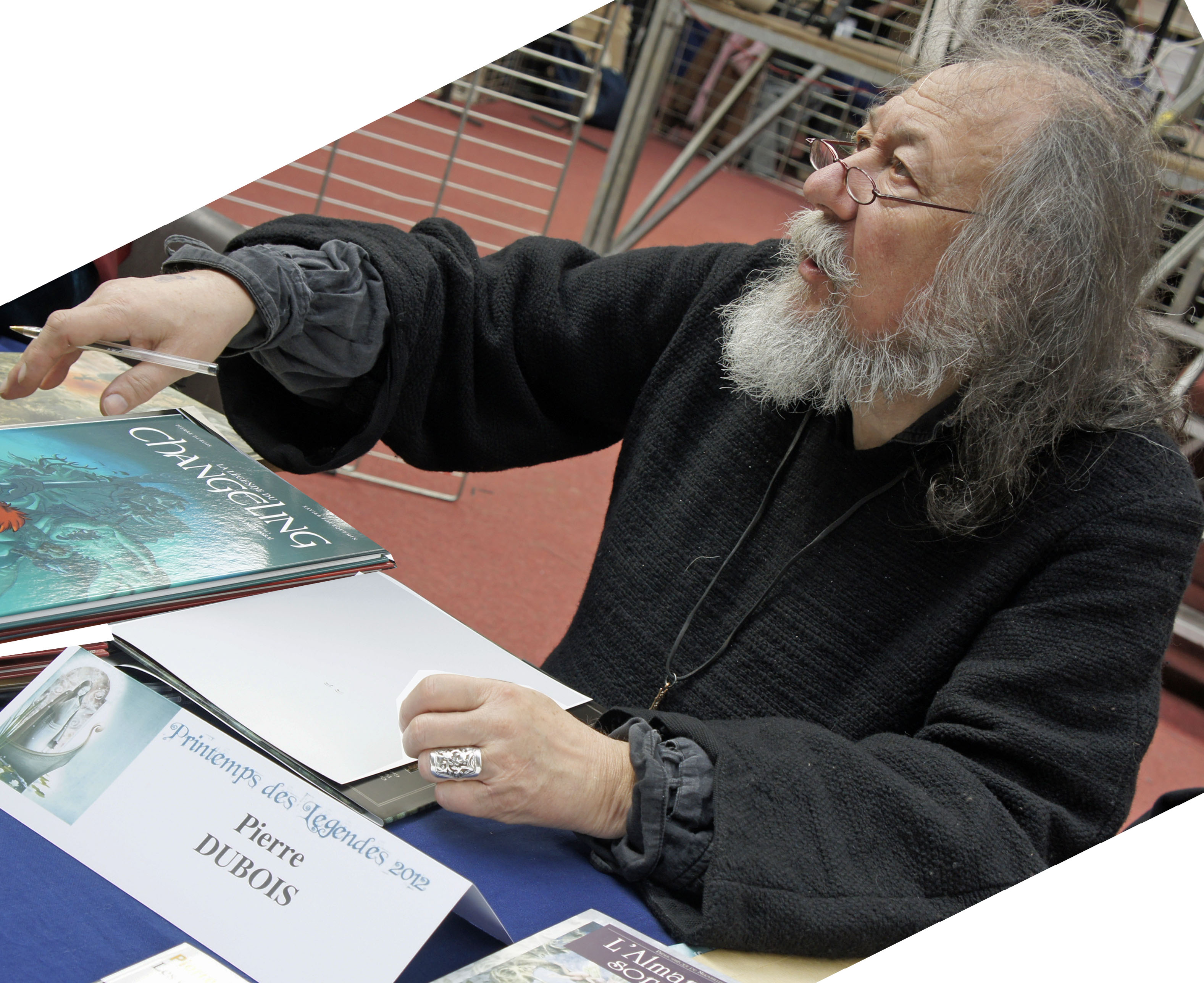
Pierre Dubois avec le dernier tome de La Légende du Changeling, au festival Printemps des Légendes 2012.

La série reçoit globalement un bon accueil : « [...] la fantasy est bien malmenée. [...] Dans ce contexte plutôt morne, naît de temps à autre un joyau qui, à lui seul, ravive la flamme : La Légende du Changeling est un de ceux-là, à n’en pas douter. Porté par deux formidables conteurs [...] "La Légende du Changeling" est plus qu’un récit pour enfant. » Planète BD la qualifie de « must pour les amateurs de féerie », et ActuSF y salue la « puissance d'un conte universel ».
Le premier album propose une « mise en bouche » décrite comme captivante, « même s'il ne montre pas une grande originalité de fond ». Laurent Lavadou d’ActuSF en parle comme d'une « petite merveille du neuvième art » au scénario excellent et au rythme soutenu, malgré le défaut récurrent des premiers tomes de séries, à savoir que l’intrigue se met lentement en place, ce qui diminue un peu l'effet de surprise. Planète BD regrette l'aspect manichéen du second tome, ActuSF que le troisième album se focalise à ce point sur les meurtres à Londres, et Krinein BD que le scénario du quatrième tome soit un peu plus faible et linéaire que le reste. Globalement, ce quatrième tome est le moins bien perçu des cinq, en raison de sa trame scénaristique.

### Dessin et couleurs
D'après Richard Ely, « Pierre Dubois semble avoir trouvé un dessinateur fait pour lui et Xavier Fourquemin révèle le monde des fées d’une façon touchante ». L'illustrateur répond à l'érudition du scénariste en proposant des planches très riches en créatures du petit peuple. ActuSF qualifie Fourquemin de « magicien du trait », dont le travail sur les contours et les ombres permet de laisser travailler l'imagination, tout comme ses ambiances éloignées de l'« hyper-réalisme ». Les couleurs s'adaptent à cet ensemble en proposant surtout des dégradés.
Krinein BD décrit un style qui sied à l'atmosphère du Londres du XIXe siècle, un mélange de réalisme et de fantasy, et la capacité de Fourquemin à donner des « gueules » à ses personnages, qui « témoignent de leur état social ». Selon Nicolas Anspach d’Actua BD, Fourquemin « a atteint une certaine maturité graphique ». BDGest’ salue « le graphisme si reconnaissable de Xavier Fourquemin, entre réalisme et caricature », servi par des couleurs subtiles et intenses. Selon Planète BD, le dessinateur et le coloriste « excellent dans cette esthétique historico-fantastique ».

### Scénario
Actua BD qualifie le scénario de « riche et original », le sujet y est d'après eux maîtrisé et ne nécessite pas pour autant de solides connaissances préalables du petit peuple pour être abordé. O. Boussin de BDGest’ retient des « héros attachants », une « quête initiatique riche de sens », une très bonne intrication entre trame principale et secondaire, et une « intrigue prenante et dense » à l'exception de celle du dernier album, qui lui paraît trop léger avec son combat « obligé » contre le seigneur du chaos. De manière générale, il rend hommage à « la verve de Pierre Dubois ». Benoît Cassel de Planète BD parle d'un style très abouti, et de « l’érudition et du talent de narrateur » du scénariste. Pour ActuSF, les bulles narratives de Dubois sont presque uniques au sein du genre de la féerie celtique, et témoignent d'une très grande érudition. Cet avis est rejoint par Melville de Sceneario.com, pour qui le partage du savoir du scénariste « fait toute la force » de la série au sein d'une production très abondante. Grâce à son talent de conteur, Dubois « retourne à l'essence même de ces anciennes croyances ». Le chroniqueur ajoute que « la sincérité de ce témoignage touche au plus profond la part d'enfance qui sommeille encore en nous, qui réveille cette faculté d'émerveillement devant la magie de l'irrationnel ».